# União Republicana (Espanha, 1934)
A União Republicana (espanhol: Unión Republicana) foi um partido republicano
espanhol fundado em 1934 por Diego Martínez Barrio.
Ela foi formada como resultado de uma fusão de vários pequenos partidos republicanos, incluindo nomeadamente o Partido Democrático Radical de Diego Martinez Barrio fundada em Maio de 1934 por uma divisão do Partido Radical de Alejandro Lerroux em protesto contra a aliança deste último com a extrema-direita CEDA.
Integrado na Frente popular para as eleições de 1936, o partido ganhou 38 assentos tornando-se o quarto maior partido. Ele formou uma coligação de governo com a Esquerda Republicana de Manuel Azaña. Embora tenha participado em todos os governos republicanos durante a Guerra Civil Espanhola, desempenhou um papel menor a partir do governo de Largo Caballero.
Exilado no México, foi o principal apoio do governo Republicano no exílio até que foi dissolvida em 1959 para fundar a Ação Republicana Democrática Espanhola junto com a Esquerda Republicana.